# مديرية ناراياني
مديرية ناراياني هي مديرية من مديريات نيبال. اشتق الاسم من نهر ناراياني.